# ورنر جی. دانهاوزر
ورنر جوزف دانهاوزر (زاده ۱ مه ۱۹۲۹ – درگذشته ۲۶ آوریل ۲۰۱۴)  استاد فلسفه سیاسی و سردبیر مجله آمریکایی بود. او که یک مهاجر آلمانی-یهودی بود، متخصص فلسفه فردریش نیچه و یهودیت در مدت طولانی بود و مدت‌ها استاد دولت در دانشگاه کرنل بود. دانهاوزر که از شاگردان لئو اشتراوس در دانشگاه شیکاگو بود، قبلاً در دهه ۱۹۶٠ نویسنده و سردبیر مجله کامنتری بود.